# Collide
A Collide egy electrogoth/industrial rock együttes az Egyesült Államokban. Az együttes neve (magyarul: összeütközni) a zenei stílusok összeütközésére utal, a két frontember; kaRIN az ethereal hangot, míg Statik az industrial vonalat képviseli.

## Története
Az együttest 1992-ben, Los Angelesben alapította kaRIN és Statik. Statik szerzi és keveri a zenét, kaRIN pedig a dalszövegeket írja valamint ő az együttes énekese. Első nagylemezük, a Beneath the Skin 1997-ben jelent meg, majd ezt követte a remix album 1998-ban Distort címmel. Az együttes saját kiadót alapított (Noiseplus Music), és 2000-ben megjelent második nagylemezük, a Chasing the Ghost. Három évvel később a harmadik, a Some Kind of Strange. Következő dupla CD-s remix albumukon, a Vortex-en, olyan neves előadók működtek közre mint például a Nine Inch Nails egykori tagja, Charlie Clouser. Első élő fellépésük alkalmával csatlakozott az együtteshez Scott Landes (gitár), Rogerio Silva (gitár), Chaz Pease (dob), és Kai Kurosawa (Warr-gitár).
Az együttes jelenleg, ez idáig még névtelen új albumán dolgozik.

## Tagok

### Állandó tagok
- kaRIN (ének, szöveg)
- Statik (zene, gyártás, keverő)

### Koncerteken
- Scott Landes(gitár)
- Rogerio Silva (gitár)
- Chaz Pease (dob)
- Kai Kurosawa (Warr-gitár/basszusgitár)

## Diszkográfia
| Stúdióalbumok - 1997 – Beneath the Skin - 1998 – Distort - 2000 – Chasing the Ghost - 2003 – Some Kind of Strange - 2004 – Vortex - 2006 – Distort (1998-as lemez új kiadása) Koncertalbumok - 2005 – Live At The El Rey DVD - 2005 – Like the Hunted | Kislemezek - 1997 – Deep/Violet's Dance - 1997 – Skin Demók - 1995 – The Crimson Trial |